# Македонска патриотична организация „Симеон Евтимов“ (Рочестър)
Македонската патриотична организация „Симеон Евтимов“ е секция на Македонската патриотична организация в Рочестър, Ню Йорк, САЩ. Основана е на 11 октомври 1933 година в дома на Иван Трайков от Горничево, който е избран за подпредседател. Освен него в ръководството влизат Васил Костов (председател), Леон Манчев (секретар) и Илия Гагов (касиер). Организацията получава името си от Танас Лютев, а знамето е осветено през 1935 година от Илия Гагов.